# Galium pseudokurdicum
Galium pseudokurdicum là một loài thực vật có hoa trong họ Thiến thảo. Loài này được (Ehrend.) Schönb.-Tem. mô tả khoa học đầu tiên năm 1977.